# Ulla Lemberg
Ulla Alice Lemberg, tidigare Ulla-Britt Ebon Lemberg, ogift Nilsson, född 21 oktober 1946 i Västra Skrävlinge församling i Malmöhus län, är en svensk fotograf och filmare.
Ulla Lemberg är utbildad vid Christer Strömholms fotoskola 1963–1965. Lemberg var anställd vid Skånereportage 1962–1963 och Kvällsposten 1965–1966, varefter hon frilansade i Malmö 1966–1967. Hon verkade sedan vid Arbetet i Malmö 1967–1970 och Aftonbladet i Stockholm 1970–1984 varpå hon åter blev frilans 1984.
År 2011 grundade Ulla Lemberg stiftelsen Change Attitude med missionen att med kultur och sociala medier som verktyg vara med i arbetet för att skapa nolltolerans mot sexualiserat våld mot barn runt om i världen. Stiftelsen, som presenterades första gången 2016 på House of Sweden i Washington DC, har skapat filmprojektet Break The Silence, som visas globalt och lärospelet Parkgömmet.
Hon är författare till Den man älskar agar man? (text av Karin Alfredsson 1979), Dokumentet (text av Aftonbladets kvinnliga journalister 1979), Förebilder (text av Inga-Lill Valfridsson 1981), Se Kvinnan! (1984), Blåställskvinnor (text av Renée Höglin 1986), "Evelina ska minna om mig (text av Renée Höglin), "Det Handikappade Europa" (text av Renée Höglin) , "Har jag chans på dig?" (text Renée Höglin), "I Want You To Know" (text Ulla Lemberg 1987) och "Världens Kvinnor" (text Erika Bjerström 1984). 
Ulla Lembergs utställningar har visat på 35 platser runt om i världen: "Se kvinnan" (1984), "Chile och du" (1987), "Trygga Pappors Starka Barn" (1988), "Världens Kvinnor" (1995), "Sjutton Kvinnor Porträtt" (1998), "Kära Barn" (1998), "Faces Of The World" (2006), "I Want You To Know" (2007), "Vi och Dom" (2010), "Vardagens Kvinnor" (2010) och "Jordens Salt" (2014).
Lembergs dokumentärfilmer: "När Ingen Ser" (2013), "Kambodjas Barndom-Dröm" (2010), "Dialoges In The Dark" (2007), "Where are my mom and dad?" (2002), "Witness" (1996).
Ulla Lemberg var gift första gången 1964–1968 med journalisten Arne Lemberg (1941–1979), andra gången 1975–1977 med journalisten Jan Mosander (född 1944) och tredje gången 1983–1992 med författaren och politikern Per Gahrton (född 1943).